# Kaunos (mythologie)

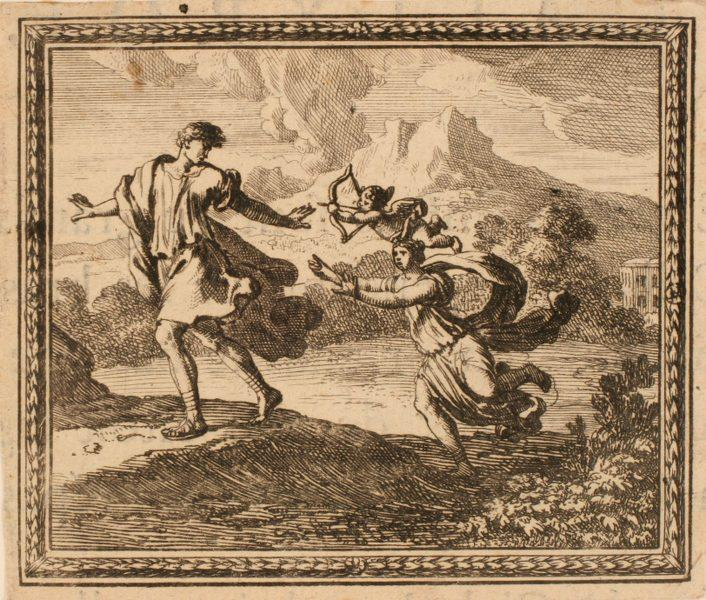
Kaunos (mythologie)

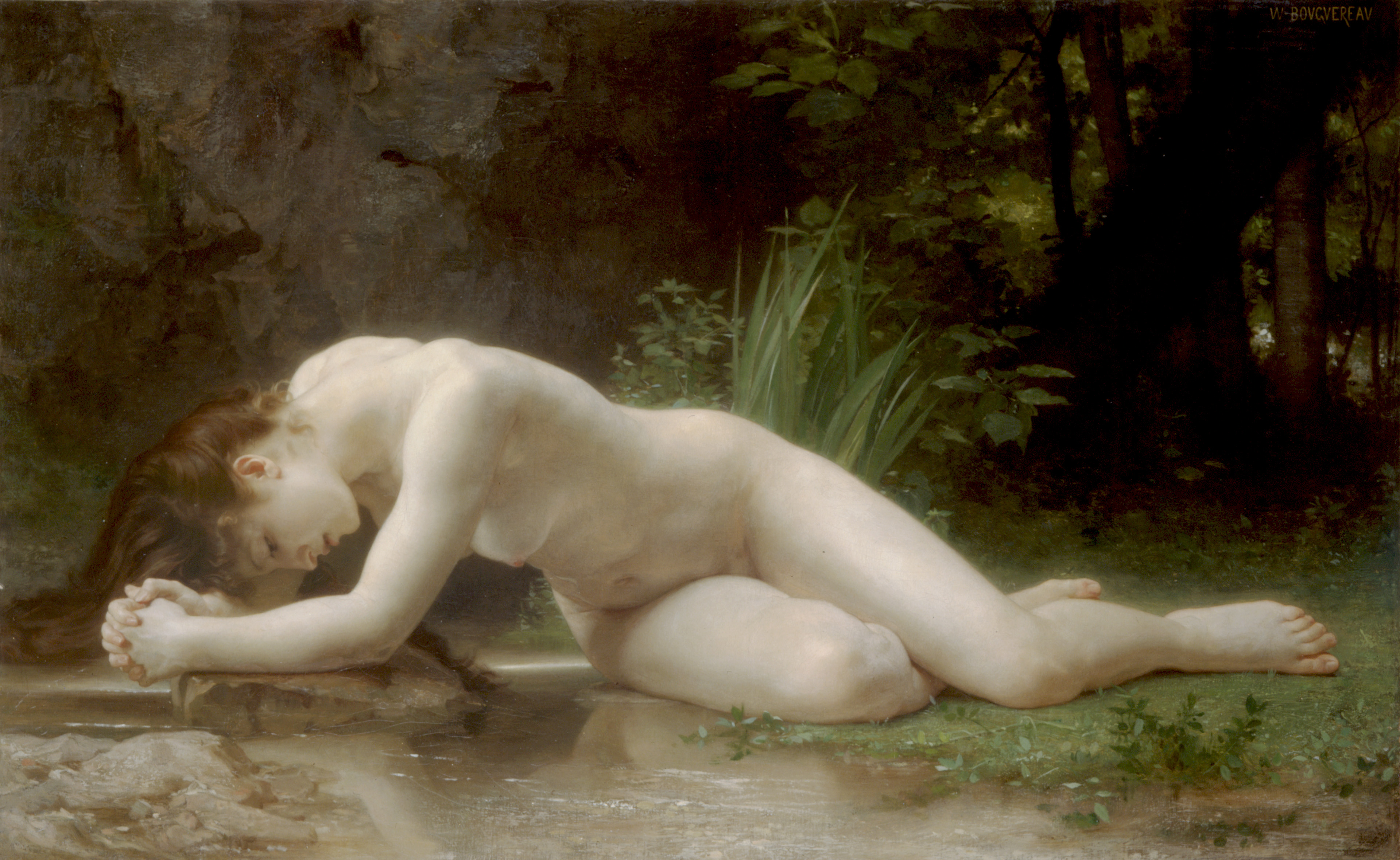
William-Adolphe Bouguereau's schilderij Biblis uit 1884

In de Griekse mythologie was Kaunos (Grieks: Καῦνος) de zoon van koning Miletus en de waternimf Cyaneë. Volgens de mythe zijn Kaunos en zijn tweelingzus Byblis erg verknocht aan elkaar. In hun puberteit begint de relatie echter ongezonde vormen aan te nemen. Volgens sommige bronnen zou Kaunos als eerste verliefd geworden zijn op zijn zus; andere spreken over een onbeantwoorde liefde van Byblis. In alle versies besluit Kaunos te vluchten om een incestueuze relatie te voorkomen, en volgt Byblis haar broer tot ze bezwijkt en sterft, of zelfmoord pleegt. Kaunos zelf sticht op de grens van Karië en Lycië een nieuwe stad die naar hem genoemd wordt.
Er bestaan verschillende versies van het verhaal, waarvan die van de Romeinse dichter Ovidius in zijn Metamorfosen de bekendste is. Volgens Ovidius ziet Byblis haar liefde voor Kaunos onder ogen en realiseert ze zich dat deze ongepast is. Ze weet echter geen raad met haar gevoelens en besluit hem een liefdesbrief te schrijven die ze door een bediende laat bezorgen. In haar brief verwijst ze naar incestueuze relaties tussen de goden Saturnus en Ops, Thetys en Oceanus, Jupiter en Juno, en de zonen en dochters van Aeolus. Kaunos is overstuur en boos en ontvlucht zijn stad Milete om zijn zus niet langer tegen te hoeven komen. Op de grens van Karië en Lycië sticht hij de stad Kaunos. Als Byblis ontdekt dat haar broer weg is, is ze gek van verdriet en besluit ze hem achterna te gaan. Ze is vastbesloten hem te vinden en alsnog voor zich te winnen. Ze volgt hem dwars door Karië en Lycië, het land van de Lelegen, tot aan Xanthos. Gek van verdriet en moe van haar reis, huilt ze aan een stuk door. Als ze van uitputting ineen zakt, proberen de Lelegische Naiaden haar op te tillen en te kalmeren, maar zonder succes. Byblis huilt zo verschrikkelijk dat haar tranen een stroom vormen. Als ze bezwijkt, veranderen de Naiaden haar in een bron die uitstroomt in de Calbis, de huidige Dalyan-rivier.   
Parthenius van Nicea vertelt in zijn boek Erotica Pathemata twee verschillende versies van het liefdesverhaal, waarvan het eerste vrijwel hetzelfde is als in de verzen van Ovidius. Byblis pleegt echter aan het eind van haar tocht zelfmoord door zich op te hangen. In de tweede versie is Kaunos degene die incest wil plegen. Kaunos gaat dan van huis weg om niet toe te geven aan zijn verlangens. Byblis volgt hem en hangt zich uiteindelijk op aan een strop die ze knoopt van haar kleding. In de versie van Antoninus Liberalis wordt Byblis wederom geportretteerd als een vrouw die niet weet hoe ze om moet gaan met haar onbeantwoorde liefde voor haar broer. Als Kaunos weg gaat, wijst zij alle huwelijksaanzoeken van mannen die naar haar hand dingen af. Ze probeert zelfmoord te plegen door van een rots te springen, maar wordt gered door de hamadryaden, die haar doen inslapen en in een nimf veranderen. 
Bij alle auteurs is er sprake van een bron die ontspringt door Byblis' stortvloed van tranen.